# Aref al-Aref

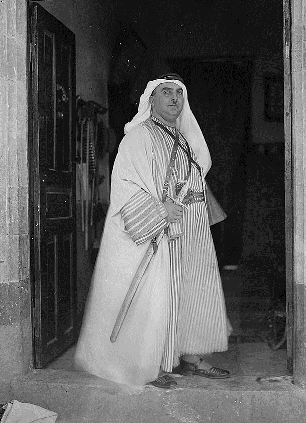
Aref al-Aref (1930er-Jahre)

Aref al-Aref (arabisch عارف العارف, DMG ʿārif al-ʿārif; * 1891 oder 1892 in Jerusalem, Osmanisches Reich; † 30. Juli 1973 in Ramallah, Westjordanland) war ein arabischer Journalist, Historiker, Politiker und Beamter palästinensischer Herkunft. Er war 1951 der erste frei gewählte Bürgermeister Ostjerusalems sowie Minister in der jordanischen Regierung.

## Leben

### Osmanisches Reich
Aref wuchs in Jerusalem auf und schloss seine schulische Ausbildung am französischsprachigen Lycée de Constantinople in Istanbul ab. Darauf folgte ein Studium der Politischen Ökonomie an der Universität Istanbul. Arefs bei der Zeitung Filastin (Palästina) in Jaffa begonnene journalistische Karriere wurde durch den Ersten Weltkrieg unterbrochen. Aref wurde als Leutnant eingezogen und geriet 1916 in Gefangenschaft. Er verbrachte zwei Jahre in Sibirien, ehe er in nach Palästina zurückkehren konnte.

### Mandatsgebiet Palästina

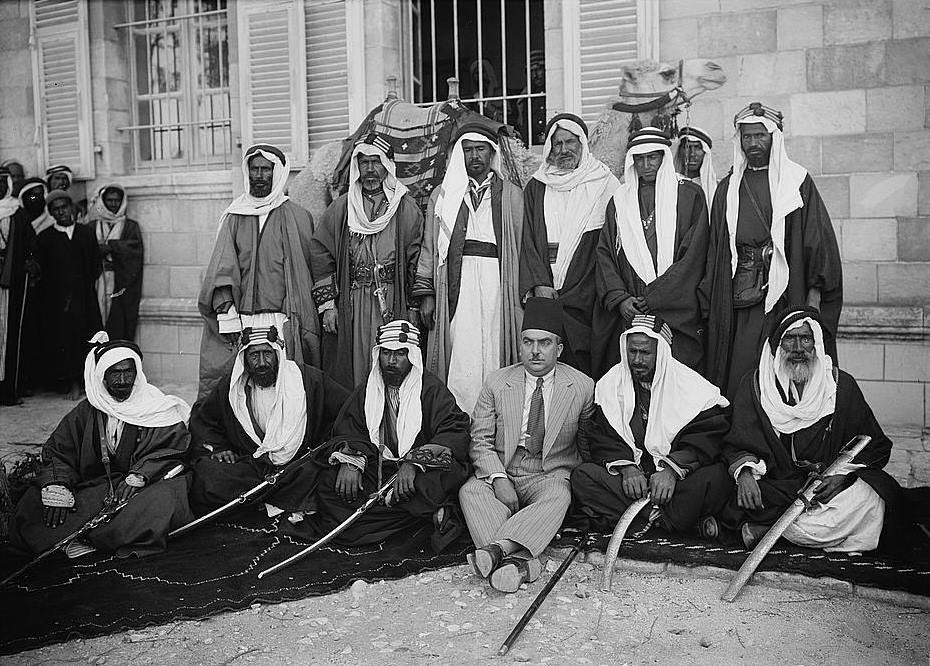
Aref al-Aref als Gouverneur von Beerscheba in der britischen Mandatsverwaltung

Im April 1920 verhafteten die britischen Behörden eine Reihe von städtischen Notablen und prominenten Persönlichkeiten als Repressalien nach den Nabi-Musa-Unruhen. Aref floh und wurde in Abwesenheit zu zehn Jahren Haft verurteilt, hatte er doch als Herausgeber der Zeitung Suriya al-djanubiyya judenfeindliche Ansichten verbreitet. 1921 wurde er unter der Auflage sich der Politik zu enthalten begnadigt und nahm eine Stelle in der Mandatsverwaltung an. 1933 wurde er verbeamtet.

### Jordanien
Nach dem Palästinakrieg wurde Aref al-Aref von der Monarchie Transjordaniens zum Bürgermeister ernannt und im Juli 1951 bei den Wahlen zum zwölfköpfigen Jerusalemer Stadtrat im Amt bestätigt. Er erzielte das beste Wahlresultat. Als Bürgermeister Ostjerusalems wurde er jedoch kurze Zeit später auf Anweisung Ammans wieder abgesetzt. 1955 wurde er als Minister für Öffentlichkeitsarbeit in das jordanische Kabinett berufen.

### Arbeit als Historiker
1963 wurde er zum Direktor des Palestine Archaeological Museum ernannt. Aref verfasste Mitte der fünfziger Jahre zahlreiche historiografische Werke über die Nakba und den Zusammenbruch der palästinensischen Gesellschaft während des Krieges. Insbesondere tat er sich um eine fast vollständige Dokumentation der Berichte aus allen zerstörten arabischen Dörfern und Siedlungen hervor. Aref al-Aref war als Historiker auch auf die Beduinen des Negev spezialisiert.

## Schriften
- Al-Mufassal fi Tarikh al-Quds. al-Ma'arif, Jerusalem 1961